# Abhorrence
Az Abhorrence finn death metal/death-doom együttes. 1989-ben alakultak.

## Története
A zenekart Tomi Koivusaari és Kalle Mattsson gitárosok, Jukka Kolehmainen énekes és Jussi Ahlroth basszusgitáros alapították. Utóbbi három már játszott a Disaster nevű együttesben, Tomi pedig a Violent Solution tagja volt. Több nevük is volt, míg meg nem állapodtak az Abhorrence mellett. Kiadtak egy demót és egy EP-t, majd 1990-ben feloszlottak, mivel az írott szerződés hiánya miatt elvesztették az anyagaikat, ezáltal a lehetséges jövőbeli bevételeket is. Feloszlásuk előtt tartottak még egy pár koncertet Finnországban és Norvégiában is. 
A Svart Records 2012-ben válogatáslemez formájában összegyűjtötte a demót és az EP-t. A demó és az EP mellett egy 1990-es koncertfelvételt, illetve kiadatlan dalokat is tartalmaz a lemez.
2013-ban újra összeálltak, koncertezés céljából. A koncertekről lemezfelvétel is készült, amelyet a Svart Records jelentetett meg. Három koncertet adtak. 2018-ban bejelentették, hogy új dalokat készítenek, így ebben az évben megjelent egy EP, szintén a Svart Records gondozásában.

## Tagok
- Jussi "Juice" Ahlroth - basszusgitár (1989-)
- Tomi Koivusaari - gitár (1989-)
- Jukka Kolehmainen - ének (1989-)
- Kalle Mattsson - gitár (1989-)
- Waltteri Väyrynen - dob (2016-)

Korábbi tagok
- Rainer "Raikku" Tuomikanto - dob (2013)
- Mika "Arkki" Arnkil - dob (1990)
- Kimmo Heikkinen - dob (1989-1990)

## Diszkográfia
- Vulgar Necrolatry (demo, 1989)
- Abhorrence 7" (EP, 1990)
- Completely Vulgar (dupla lemezes válogatáslemez, 2012)
- Totally Vulgar – Live at Tuska 2013 (koncertalbum, 2017)
- Megalohydrothassalophobic (EP, 2018)